# سفارة إيطاليا في واشنطن العاصمة
سفارة إيطاليا في الولايات المتحدة هي التمثيلية الرسمية وسفارة إيطاليا في الولايات المتحدة. تم تصميم المبنى الجديد للسفارة من قبل Piero Sartogo Architetti وتم تشييده في عام 1996. 

## مقالات ذات صلة
- سفارة ألمانيا في واشنطن العاصمة
- سفارة إندونيسيا في واشنطن العاصمة
- سفارة فرنسا في واشنطن العاصمة